# Joseph Mailath de Szekely
Joseph Mailath de Szekely (ur. 1737-1810) – austriacki polityk, z pochodzenia Węgier.
W latach 1776–1783 był austriackim gubernatorem Fiume. W latach 1784–1785 by l wiceprezydentem dworskiej rady węgierskiej. Od października 1794 roku do lipca 1795 był gubernatorem Galicji. W 1799 r. pełnił urząd kanclerza Galicyjskiej Kancelarii Nadwornej w Wiedniu mającej siedzibę na Placu Minorytów 50. W 1801 roku posłował do Wenecji. W latach 1802–1809 był ministrem, a w 1809 przeszedł na emeryturę.